# Yaroslav Projánov
Yaroslav Ivánovich Projánov (en ruso: Ярослав Иванович Проханов; 1902 - 1964) fue un botánico, y explorador ruso que realizó expediciones botánicas a Mongolia.

## Honores

### Eponimia
- (Alliaceae) Allium prokhanovii (Vorosch.) Barkalov[2]

- (Asteraceae) Centaurea prokhanovii (Galushko) Czerep.[3]

- (Euphorbiaceae) Euphorbia prokhanovii Popov[4]

- (Ranunculaceae) Delphinium prokhanovii Dimitrova[5]

- (Rosaceae) Rosa prokhanovii Galushko[6]

- La abreviatura «Prokh.» se emplea para indicar a Yaroslav Projánov como autoridad en la descripción y clasificación científica de los vegetales.[7]